# Cyperus caesius
Cyperus caesius är en halvgräsart som beskrevs av Johann Otto Boeckeler. Cyperus caesius ingår i släktet papyrusar, och familjen halvgräs. Inga underarter finns listade i Catalogue of Life.